# Cast your fate to the wind
Cast your fate to the wind is een Amerikaans jazznummer geschreven en opgenomen door Vince Guaraldi met later toegevoegde tekst van Carel Werber. Het won een Grammy Award voor Beste Originele Jazz Compositie in 1963. Het werd opgenomen op het album Jazz Impressions of Black Orpheus, uitgebracht op 18 april 1962 door het Vince Guaraldi Trio op het platenlabel Fantasy Records.
Het nummer is vaak gecoverd. In Australië werd een versie van Mel Tormé een hit in 1963. In 1965 herschreef de Britse easylisteninggroep Sounds Orchestral het nummer en werd het een grote hit in het Verenigd Koninkrijk en de Verenigde Staten. In 1966 bracht North Hollywood-zanger Shelby Flint een versie van het nummer uit. West Coast folk-rockbands We Five en The Sandpipers samen met popzanger Johnny Rivers brachten gezongen versies uit en er werden instrumentale versies uitgebracht door Earl Klugh, George Benson, David Benoit, Chet Atkins, Rick Wakeman en Nelson Rangell. In 1970 coverde rockgroep James Gang het nummer als onderdeel van een medley (The Bomber Medley) op hun album James Gang Rides Again.

## Sounds Orchestral
Cast your fate to the wind is een single van de Britse easylisteninggroep Sounds Orchestral in 1965.

### Hitnotering
| Cast your fate to the wind | Cast your fate to the wind | Cast your fate to the wind | Cast your fate to the wind | Cast your fate to the wind | Cast your fate to the wind | Cast your fate to the wind | Cast your fate to the wind | Cast your fate to the wind | Cast your fate to the wind | Cast your fate to the wind | Cast your fate to the wind | Cast your fate to the wind | Cast your fate to the wind | Cast your fate to the wind | Cast your fate to the wind |
| Hitlijst                   | Datum van binnenkomst      | Week:                      | 1                          | 2                          | 3                          | 4                          | 5                          | 6                          | 7                          | 8                          | 9                          | 10                         | 11                         | 12                         | Laatste notering           |
| -------------------------- | -------------------------- | -------------------------- | -------------------------- | -------------------------- | -------------------------- | -------------------------- | -------------------------- | -------------------------- | -------------------------- | -------------------------- | -------------------------- | -------------------------- | -------------------------- | -------------------------- | -------------------------- |
| Nederlandse Top 40         | 06-02-1965                 | Positie:                   | 32                         | 17                         | 16                         | 18                         | 16                         | 12                         | 13                         | 14                         | 19                         | 23                         | 25                         |                            | 17-04-1965                 |
| Nederlandse Top 40         | 08-05-1965                 | Positie:                   |                            |                            |                            |                            |                            |                            |                            |                            |                            |                            |                            | 36                         | 08-05-1965                 |